# Světlinská vodní elektrárna
Světlinská či Viljujská vodní elektrárna III (rusky Светлинская ГЭС či Вилюйская ГЭС-III) je vodní dílo na řece Viljuj v povodí Leny v Rusku. Elektrárna je součástí Viljujské kaskády vodních elektráren o celkovém výkonu 958 MW.        

## Hydrologické podmínky

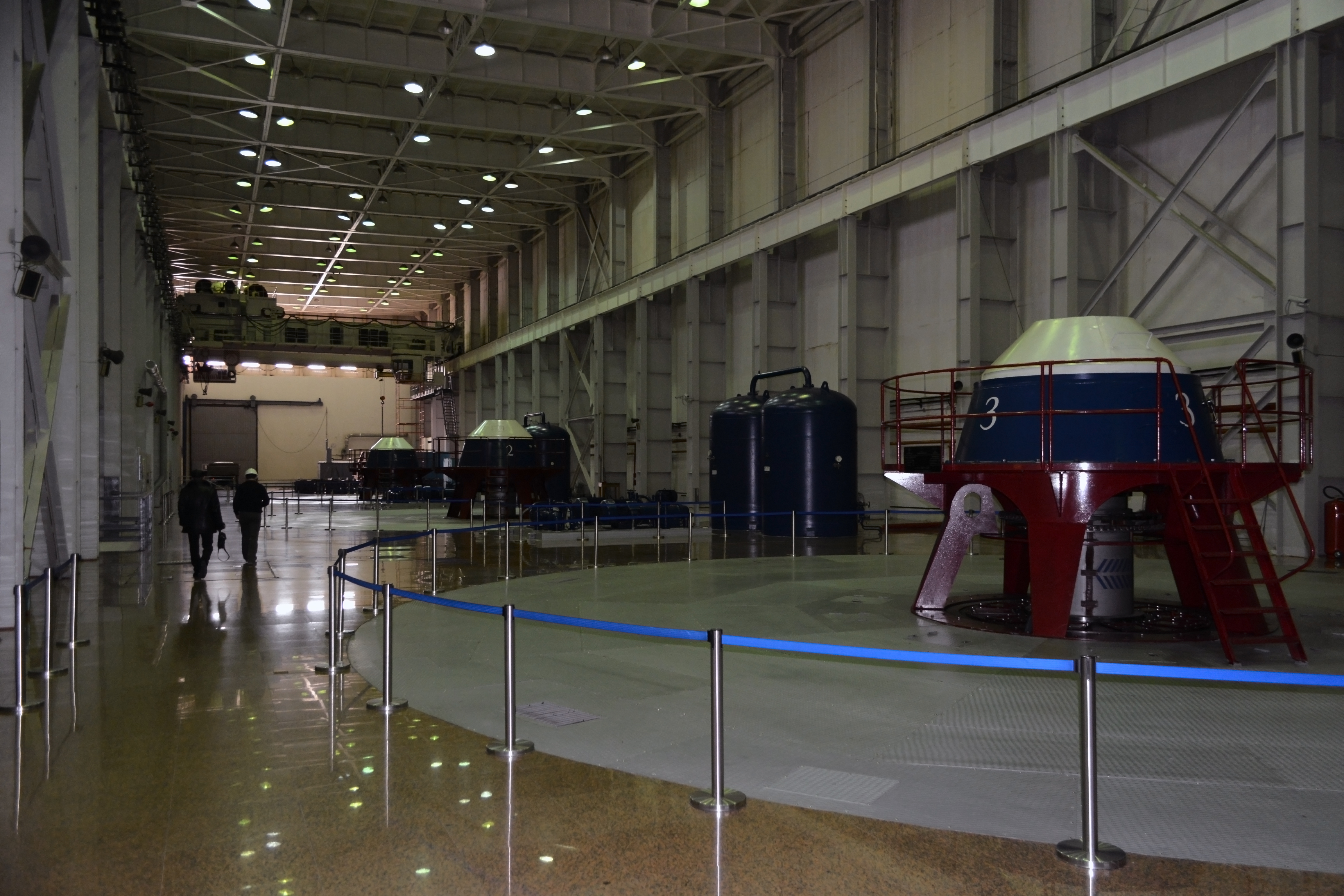
První tři agregáty

Obrovský rozdíl mezi zimním minimem a jarním maximem, charakteristický pro řeky Východní Sibiře, dosahoval u řeky Viljuj v místě Viljuské vodní elektrárny hodnoty přes 1:2 000. Po zprovoznění vodního díla u sídla Černyševskij nabízela řeka pro vodní energetiku rovnoměrný roční chod průtoků v rozmezí zhruba od 400 do 2 000 m3/s. Následující tabulka uvádí výtok řeky z Viljujské přehradní nádrže v roce 1977.
| leden | únor | březen | duben | květen | červen | červenec | srpen | září | říjen | listopad | prosinec | celkem |
| ----- | ---- | ------ | ----- | ------ | ------ | -------- | ----- | ---- | ----- | -------- | -------- | ------ |
| 619   | 611  | 523    | 431   | 326    | 2040   | 2170     | 1060  | 309  | 473   | 591      | 670      | 818    |

Měřené hodnoty v místě Viljujské elektrárny odpovídají ploše povodí 136 000 km2, v místě Světlinské elektrárny je vodosběrná plocha 156 000 km2. V rozdílu ploch je třeba spatřovat příspěvky neregulovaných přítoků.

## Popis
Kamenitá sypaná hráz o výšce až 50 m je při levém břehu dlouhá 112 m, od budovy elektrárny k pravému břehu je dlouhá 273 m. 
Elektrárna spojuje funkci energetického zpracování vodního toku i převodu velkých vod spodními propustmi. Délka strojovny je 152 m, šířka 78 m, vzdálenost mezi osami jednotek 24 m. Celková hltnost spodních výpustí a turbín je 9 000 m3/s.  
Přehradní jezero má plochu 104 km2 a poskytuje plný objem 0,6 km3.
Na průměrném spádu 22,8 m pracují tři Kaplanovy turbíny o hltnosti 449 m3/s a výkonu 92,5 MW.  Instalace poslední čtvrté jednotky je plánována na rok 2024. Celkový stanovený výkon elektrárny bude 370 MW (k roku 2019 277,5 MW). Předpokládaná roční výroba 1,2 miliardy kWh.
Energie je rozváděna dvěma trasami 220 kV.

## Historie výstavby
V roce 1978 byl schválen projekt a začaly první přípravné práce. V roce 1983 byly zahájeny stavební práce. K překrytí řeky došlo 6. října 1986. 
V 90. letech byla intenzita prací zpomalena až zcela zastavena. V roce 1999 vznikla akciová společnost ViljujGESStroj. Kontrolní podíl od roku 2000 vlastní společnost ALROSA (Алмазы России — Саха), zabývající se těžbou diamantů.  První jednotka byla uvedena do provozu v roce 2004, poslední se plánuje na rok 2024.